# St. Johannis (Groß Berkel)

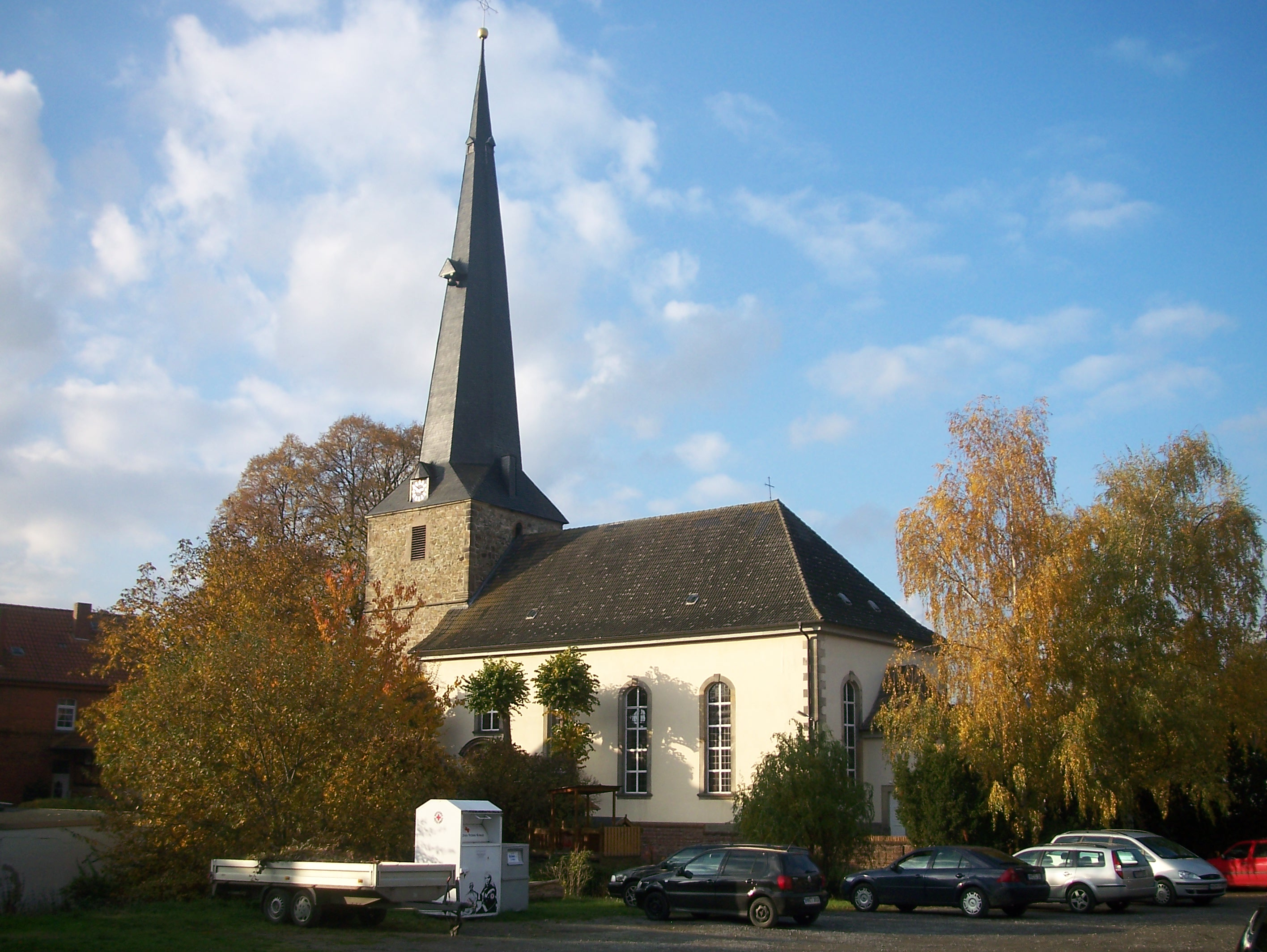
St. Johannis

Die evangelisch-lutherische Kirche St. Johannis steht in Groß Berkel, einem Ortsteil des Fleckens Aerzen im Landkreis Hameln-Pyrmont in Niedersachsen. Die Kirchengemeinde gehört zum Kirchenkreis Hameln-Pyrmont im Sprengel Hildesheim-Göttingen der Evangelisch-lutherischen Landeskirche Hannover.

## Beschreibung
Die mittelalterliche Kirche wurde gegen Ende des Dreißigjährigen Krieges 1647 bei einer Feuersbrunst, die fast den ganzen Ort erfasste, zerstört. Sie wurde 1660 wiederhergerichtet. Von 1769 bis 1777 wurde ein Neubau, für den der Entwurf von Gerhard Justus Arenhold aus dem Jahre 1756 nicht zur Ausführung kam, als barocke Saalkirche mit einer Sakristei im Osten aus Bruchsteinen errichtet, die um 1980 neu verputzt wurde. Die Ecksteine und die Laibungen der Fenster aus Sandstein blieben sichtbar. Der Innenraum ist mit einem verputzten hölzernen Muldengewölbe, das auf einem Gesims aufsetzt, überspannt. 

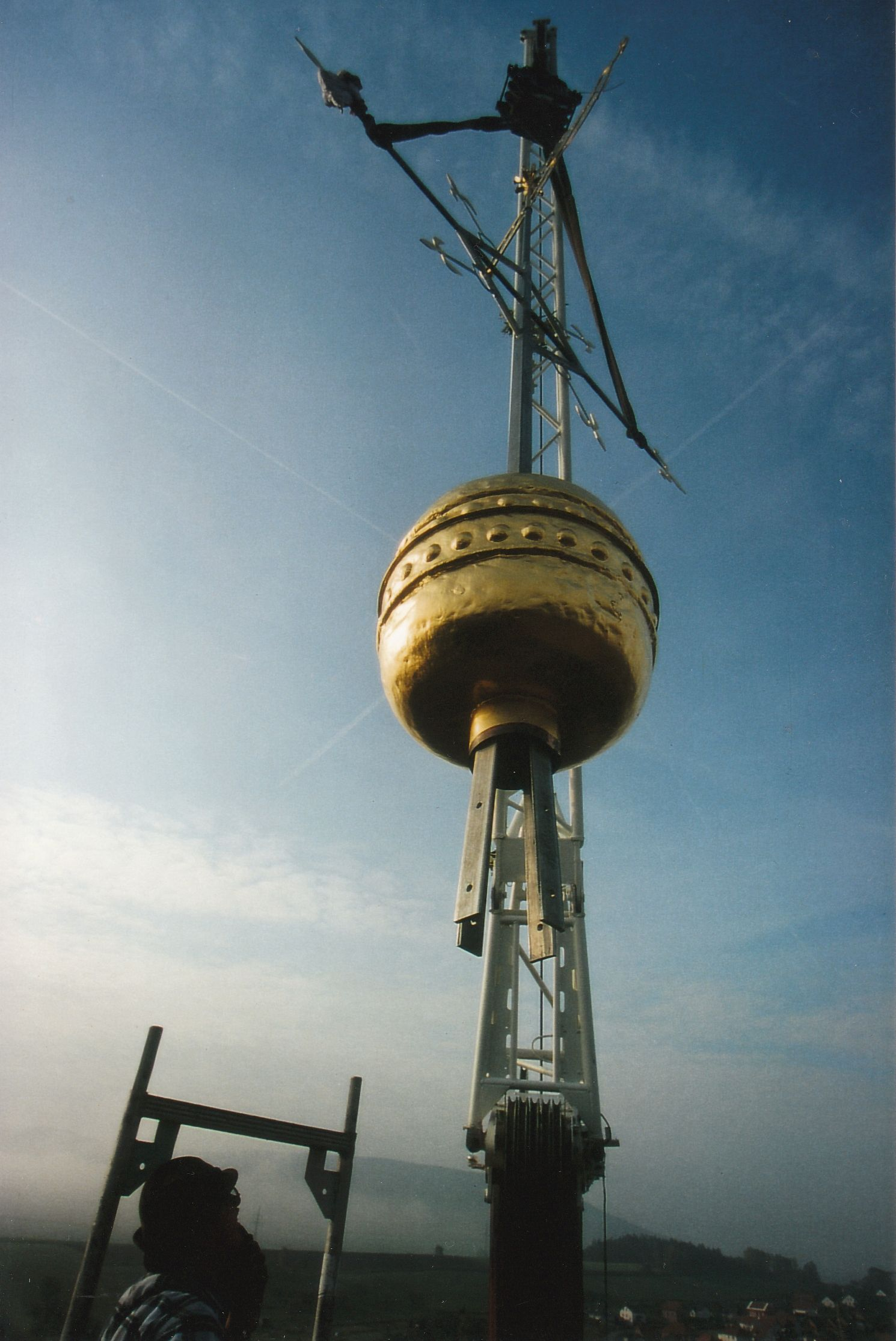
1999 erhielt der Kirchturm eine neue Kirchturmkugel samt Wetterfahne

Prunkstück der Kirchenausstattung ist ein voluminöser Kanzelaltar aus Holz, der 1776/77 nach einem Entwurf von Johann Friedrich Ziesenis gebaut wurde. Er hat eine Architektur aus gestaffelten Säulen und Pilastern. Die vier Kardinaltugenden sind als Sitzbilder gestaltet. Die U-förmigen, im Westen geschwungenen Emporen stehen auf schlanken toskanischen Säulen von 1776. Die Orgel wurde 1981 von den Gebrüdern Hillebrand gebaut, 1994 von der Orgelbau Mühleisen vergrößert und 2020 von Jörg Bente erneut vergrößert und restauriert. Sie hat jetzt 23 Register, zwei Manuale und ein Pedal.